# Neoui moksoriga deulryeo
Neoui moksoriga deulryeo (kor.: 너의 목소리가 들려, MOCT: Neoui moksoriga deulryeo, dosł. Słyszę twój głos; także jako I Can Hear Your Voice) – południowokoreański serial telewizyjny wyprodukowany w 2013 roku. Główne role odgrywają w nim Lee Bo-young, Lee Jong-suk oraz Yoon Sang-hyun. Serial składa się na 18 odcinków. Nadawany był na kanale SBS od 5 czerwca do 1 sierpnia 2013 roku w środy i czwartki.
Seria pierwotnie zaplanowana była na 16 odcinków, ale dzięki sporej oglądalności zdecydowano się na rozszerzenie serii o kolejne dwa odcinki.
Aktorka Lee Bo Young otrzymała nagrodę w kategorii najlepsza aktorka na rozdaniu nagród Baeksang Arts w 2014 roku za rolę w tym serialu.

## Fabuła
Pomimo biedy i trudnego dzieciństwa Jang Hye-sung (Lee Bo-young) zostaje prawnikiem, a konkretniej obrońcą z urzędu. Jest jednak osobą pragmatyczną i zobojętniałą. Jej życie zmienia się, gdy spotyka prawnika Cha Gwan-woo (Yoon Sang-hyun) – byłego policjanta przepełnionego idealistyczną wizją świata, oraz Park Soo-ha (Lee Jong-suk) – licealistę posiadającego dar czytania w myślach. Swoją zdolność Soo-ha zdobył przypadkowo od uderzenia w głowę 10 lat wcześniej, w noc gdy jego ojciec został zamordowany. Śmierć jego ojca początkowo była traktowana jako zwykły wypadek samochodowy, do czasu, gdy w ten czas 15-letnia Hye-sung (Kim So-hyun), zjawia się podczas rozprawy w sądzie i zeznaje jako świadek zdarzenia przeciwko mordercy (Jung Woong-in), pomimo jego wcześniejszych gróźb. Hye-sung pracuje wspólnie z Soo-ha i Gwan-woo, stopniowo pozbywając się swoich nawyków i wyłącznej pogoni za pieniądzem.

## Obsada

### Bohaterowie pierwszoplanowi
- Lee Bo-young jako prawniczka Jang Hye-sung / Kim So-hyun jako 15-letnia Hye-sung – Sprytna, odważna i pracowita Hye-sung dorastała wychowywana przez biedną, ale kochającą matkę. W wieku 15 lat, po tym jak zostaje fałszywie oskarżona o spowodowanie wypadku podczas odpalania fajerwerków, zostaje wydalona ze szkoły. Gdy później przypadkowo zostaje świadkiem morderstwa, zgłasza się jako świadek w sądzie i pomimo gróźb mordercy zeznaje przeciwko niemu. Dzięki temu zostaje on skazany i pozbawiony wolności na 10 lat. Te dwa wydarzenia jednak zmieniają ją, i tak, dziesięć lat później Hye-sung jest apatyczną obrończynią z urzędu, którą nie obchodzą jej właśni klienci, pracując w tej branży tylko dla pieniędzy.
- Lee Jong-suk jako Park Soo-ha / Goo Seung-hyun jako 9-letni Soo-ha – Po tym jak na jego oczach zostaje zamordowany jego ojciec (a on sam cudem unika śmierci), 9-letni wówczas Soo-ha zdobywa umiejętność czytania w myślach. Gdy Jang Hye-sung zeznaje w sądzie, ten przysięga, że będzie ją chronił i nad nią czuwał. Przez następną dekadę pała do niej szczenięcą miłością, lecz gdy po latach spotykają się ponownie, jego wyobrażenia na jej temat pękają jak bańka mydlana.
- Yoon Sang-hyun jako prawnik Cha Gwan-woo – jest byłym policjantem. Jako obrońca z urzędu zwraca uwagę na szczegóły, ale jest jednocześnie pełen idealizmu i empatii. Pomimo powierzchownego wrażenia nudziarza i człowieka potulnego, jest bardzo inteligentny, potrafi spojrzeć wiele spraw świeżym okiem.
- Lee Da-hee jako prokurator Seo Do-yeon[8] / Jung Min-ah jako 15-letnia Do-yeon – prokuratorka pochodząca z dobrze ustawionej, bogatej rodziny. Jej ojciec był sędzią, a matka lekarzem. Do-yeon zawsze starała się być idealną córką. Jang Hye-sung, córka ich gospodyni domowej, była jej rywalką w szkole, a kiedy przez wypadek z fajerwerkami prawie traci wzrok w jednym oku, oskarża o wypadek Hye-sung. Do-yeon również była świadkiem morderstwa ojca Park Soo-ha, ale gdy ma się zgłosić jako świadek, tchórzy i nie wchodzi do sali rozpraw.

### Bohaterowie drugoplanowi
- Jung Woong-in jako Min Joon-gook – zabójca ojca Soo-ha[9]
- Yoon Joo-sang jako prawnik Shin Sang-deok – najstarszy stażem prawnik w biurze, w którym pracują Hye-sung i Gwan-woo.
- Choi Sung-joon jako Choi Yoo-chang, sekretarz w biurze obrońców z urzędu.
- Kim Kwang-gyu jako sędzia Kim Gong-sook
- Kim Ga-eun jako Go Sung-bin – arogancka i lubiąca przeklinać koleżanka z klasy Soo-ha, która zostaje oskarżona o spowodowanie wypadku koleżanki ze szkoły[10].
- Park Doo-shik jako Kim Choong-ki – kolega z klasy Soo-ha[11].
- Kim Hae-sook jako Eo Choon-shim – matka Hye-sung.
- Kim Byung-ok jako Hwang Dal-joong – więzień dzielący celę z Joon-gookiem, przyjaciel Shin Sang-deoka.
- Jung Dong-hwan jako sędzia Seo Dae-seok – ojciec Do-yeon.
- Jang Hee-soo jako matka Do-yeon.
- Jo Deok-hyeon jako Park Joo-hyeok – ojciec Soo-ha.
- Kim Soo-yeon jako Moon Dong-hee – koleżanka z klasy Sung-bin.
- Jang Hee-woong jako prokurator Jo, współpracownik Seo Do-yeon.

### Występy gościnne
- So Yi-hyun jako prawnik Joon-gooka (cameo, odcinek 1 i 12)
- Kim Sung-kyun jako detektyw (cameo, odcinek 1)
- Kim Hye-yoon jako Kim Yun-jin (odcinek 1)
- Han Ki-won jako Jeong Pil-jae, brat bliźniak Pil-seunga (odcinki 4-6)
- Han Ki-woong jako Jeong Pil-seung, brat bliźniak Pil-jae (odcinki 4-6)
- Lee Byung-joon jako właściciel firmy wydającej darmową gazetę (cameo, odcinek 7)
- Kim Hwan jako prezenter wiadomości (głos, odcinek 8)
- Kim Gi-cheon jako oszust udający niepełnosprawnego (cameo, odcinek 9)
- Kim Hak-rae jako klient spa (cameo, odcinek 10)
- Kim Mi-kyung jako Jeon Young-ja/Seon Chae-ok, żona Dal-joonga (gościnnie, odcinki 12-14, 16)
- Ahn Moon-sook jako dyrektor sierocińca (cameo, odcinek 13)
- Kim Min-jong jako prawnik Choi Yoon (cameo, odcinek 14)[12]
- Um Ki-joon jako prawnik Um Ki-joon (cameo, odcinek 14)
- Pyeon Sang-wook jako prezenter wiadomości (cameo, odcinek 15)
- Kim Mi-ryu jako sprzedawca w sklepie jubilerskim (cameo, odcinek 16)
- Ahn Young-mi jako klient sklepu jubilerskiego (cameo, odcinek 16)
- Kangnam z zespołu M.I.B jako kieszonkowiec (cameo, odcinek 17)
- Jung Man-sik jako członek komisji rekrutacyjnej do akademii policyjnej (cameo, odcinek 18)